# Canton de Tonnay-Boutonne
Le canton de Tonnay-Boutonne est une ancienne  division administrative française située dans le département de la Charente-Maritime et la région Poitou-Charentes.
C'était le canton le moins peuplé de la Charente-Maritime.

## Géographie
Ce canton était organisé autour de Tonnay-Boutonne dans l'arrondissement de Saint-Jean-d'Angély.
Son altitude variait de 1 m (Puy-du-Lac) à 66 m (Nachamps) pour une altitude moyenne de 22 m.

## Histoire
- Formé dès 1790, lors de la création du département de la Charente-Inférieure, il rassemblait alors 9 communes et était le plus petit canton de l'arrondissement de Saint-Jean-d'Angély dont le chef-lieu de district se nommait Angély-Boutonne.

## Représentation

### Conseillers d'arrondissement (de 1833 à 1940)
| Période                                  | Période          | Identité                                        | Étiquette    | Qualité |
| ---------------------------------------- | ---------------- | ----------------------------------------------- | ------------ | --- |
| 1833                                     | 1848             | Élie Favreau                                    |              | Négociant à Surgères, propriétaire à Puyrolland                                                             |
|                                          |                  |                                                 |              | |
| 1852                                     |                  | M. Sionneau                                     |              | Juge de paix                                                                                                |
|                                          |                  |                                                 |              | |
| 1880                                     | 1892             | Marquis Pierre Évariste de Lajallet (1811-1905) | Bonapartiste | Propriétaire, maire de Chantemerle-sur-la-Soie                                                              |
| 1892                                     | 1897 (démission) | Thélem Faucheraud                               | Républicain  | Maire de Tonnay-Boutonne                                                                                    |
| 2 mars 1897                              |                  | Constant Daubigné                               | Républicain  | Maire de Puyrolland                                                                                         |
|                                          |                  |                                                 |              | |
| 1919                                     | 1925             | Abel Giraudeau (1876-1949)                      |              | Propriétaire, adjoint au maire de Tonnay-Boutonne                                                           |
| 1925                                     | 1931             | André Roche                                     |              | Cultivateur, maire de Saint-Loup                                                                            |
| 1931                                     | 1940             | Pierre-Marcel Michaud                           | Radical      | Maire de Tonnay-Boutonne                                                                                    |
| 1940                                     |                  |                                                 |              | Les conseils d'arrondissement ont été suspendus par la loi du 12 octobre 1940 et n'ont jamais été réactivés |
| Les données manquantes sont à compléter. |                  |                                                 |              | |

- De 1833 à 1840, les cantons de Saint-Jean-d'Angély et de Tonnay-Boutonne avaient le même conseiller général. Le nombre de conseillers généraux était limité à 30 par département[1].
- De 1840 à 1845, les cantons de Loulay et de Tonnay-Boutonne avaient le même conseiller général[2].
- C'est pendant la période du Second Empire qu'en 1859 que ce canton a été élargi de deux communes, situées tout à l'ouest et provenant du canton de Tonnay-Charente. Il s'agit des communes de Puy-du-Lac et de Saint-Crépin[3].

### Conseillers généraux de 1833 à 2015
| Période | Période                   | Identité                                 | Étiquette           | Qualité |
| ------- | ------------------------- | ---------------------------------------- | ------------------- | --- |
| 1833    | 1839                      | Louis-Charles de Saint-Blancard          |                     | Juge d'instruction au Tribunal de Saint-Jean-d'Angély                                                                                   |
| 1839    | 1845                      | Joseph Honoré Achille Lemoine de Sérigny |                     | Ancien ingénieur de la Marine, Tonnay-Boutonne                                                                                          |
| 1845    | 1848                      | Auguste de Gaalon                        |                     | Maire de Saint-Jean-d'Angély (1839-1845) puis de Saint-Martin-de-Villeneuve                                                             |
| 1848    | 1852                      | Eugène-Jacques-Nicolas-Pierre Roy-Bry    | Majorité dynastique | Banquier , député (1859-1864) Maire de Rochefort, Président de la Chambre de commerce                                                   |
| 1852    | 1864                      | Michel Texier                            |                     | Maire de Saint-Jean-d'Angely (1853-1864)                                                                                                |
| 1864    | 1879 (décès)              | Paul Jean Emmery Dusault (1828-1879)     | Bonapartiste        | Médecin de marine, maire de Tonnay-Boutonne                                                                                             |
| 1879    | 1892                      | Amédée Louis Ferdinand Girard            | Droite              | Notaire - Suppléant du juge de paix à Tonnay-Boutonne                                                                                   |
| 1892    | 1896 (décès)              | Émile Daubigné                           | Républicain         | Maire de Puyrolland |
| 1896    | 1910                      | Eugène Schmütz                           | Républicain         | Médecin de la marine, adjoint au maire de Tonnay-Boutonne                                                                               |
| 1910    | 1921 (annulation)         | Clément-Gabriel Villeneau                | Nationaliste        | Avocat et propriétaire terrien Conseiller municipal de Ternant Député (1919-1924)                                                       |
| 1921    | 1942 (démission d'office) | Théophile Longuet                        | Rad.                | Propriétaire-agriculteur Maire de Torxé (jusqu'en 1942) Député (1924-1942) Révoqué par le Gouvernement de Vichy                         |
|         |                           |                                          |                     | |
| 1945    | 1959 (décès)              | Théophile Longuet                        | Rad.                | Maire de Torxé Député (1924-1942) |
| 1959    | 1985                      | Stéphane Bonduel                         | Rad. puis MRG       | Médecin Sénateur (1980-1989) Maire de Tonnay-Boutonne (1953-1995)                                                                       |
| 1985    | 2015                      | Bernard Rochet                           | UDF puis DVD        | Infirmier libéral Maire de Tonnay-Boutonne depuis 1997 Suppléant du député Xavier de Roux (1993-1997) Vice-Président du Conseil Général |

## Composition
Le canton de Tonnay-Boutonne regroupait onze communes et comptait 3 138 habitants (recensement de 2006 sans doubles comptes).
| Communes                     | Population (2012) | Code postal | Code Insee |
| ---------------------------- | ----------------- | ----------- | ---------- |
| Annezay                      | 163               | 17380       | 17012      |
| Chantemerle-sur-la-Soie      | 110               | 17380       | 17087      |
| Chervettes                   | 128               | 17380       | 17103      |
| Nachamps                     | 217               | 17380       | 17254      |
| Puy-du-Lac                   | 345               | 17380       | 17292      |
| Puyrolland                   | 206               | 17380       | 17294      |
| Saint-Crépin                 | 243               | 17380       | 17321      |
| Saint-Laurent-de-la-Barrière | 88                | 17380       | 17352      |
| Saint-Loup                   | 270               | 17380       | 17356      |
| Tonnay-Boutonne              | 1 137             | 17380       | 17448      |
| Torxé                        | 231               | 17380       | 17450      |

## Démographie
| 1962  | 1968  | 1975  | 1982  | 1990  | 1999  | 2006  | 2011  | 2012  |
| ----- | ----- | ----- | ----- | ----- | ----- | ----- | ----- | ----- |
| 3 448 | 3 120 | 2 948 | 2 824 | 2 862 | 3 013 | 3 138 | 3 374 | 3 417 |

La proximité géographique de Rochefort joue à plein dans l'essor démographique du canton de Tonnay-Boutonne qui ne faiblit pas depuis le recensement de 1990.
Malgré le retour de la croissance démographique, ce canton ne retrouve pas le niveau de 1962 et sa densité de population est une des plus faibles observées en Charente-Maritime, étant trois fois inférieure à celle du département (26 hab/km2 contre 87 hab/km2).
Il demeure également le canton le moins peuplé du département de la Charente-Maritime et son écart avec celui de La Jarrie fait qu'il est 6 fois moins peuplé que ce dernier. C'est le différentiel de population cantonale le plus important constaté dans le département.